# Grande Prêmio do Barém de 2015
O Grande Prêmio do Barém de 2015 (formalmente denominado 2015 Formula 1 Gulf Air Bahrain Grand Prix) foi uma corrida de Fórmula 1 disputada em 19 de abril de 2015 no Circuito Internacional do Barém, em Sakhir, Barém. Foi a quarta etapa da temporada de 2015.

## Pneus
| Nome do composto | Cor | Banda de rolamento | Condições de Tempo | Dry Type | Aderência | Longevidade |
| ---------------- | --- | ------------------ | ------------------ | -------- | --------- | ----------- |
| Macio            |     | Slick (P Zero)     | Seco               | Soft     | Médio     | Médio       |
| Médio            |     | Slick (P Zero)     | Seco               | Medium   | Médio     | Médio       |

## Resultados

### Treino Classificatório
| Pos.                     | Nº | Piloto           | Construtor             | Q1        | Q2       | Q3       | Grid |
| ------------------------ | -- | ---------------- | ---------------------- | --------- | -------- | -------- | ---- |
| 1                        | 44 | Lewis Hamilton   | Mercedes               | 1:33.928  | 1:32.669 | 1:32.571 | 1    |
| 2                        | 5  | Sebastian Vettel | Ferrari                | 1:34.919  | 1:33.623 | 1:32.982 | 2    |
| 3                        | 6  | Nico Rosberg     | Mercedes               | 1:34.398  | 1:33.878 | 1:33.129 | 3    |
| 4                        | 7  | Kimi Räikkönen   | Ferrari                | 1:34.568  | 1:33.540 | 1:33.227 | 4    |
| 5                        | 77 | Valtteri Bottas  | Williams-Mercedes      | 1:34.161  | 1:33.897 | 1:33.381 | 5    |
| 6                        | 19 | Felipe Massa     | Williams-Mercedes      | 1:34.448  | 1:33.551 | 1:33.744 | 6    |
| 7                        | 3  | Daniel Ricciardo | Red Bull-Renault       | 1:34.691  | 1:34.403 | 1:33.832 | 7    |
| 8                        | 27 | Nico Hülkenberg  | Force India-Mercedes   | 1:35.653  | 1:34.613 | 1:34.450 | 8    |
| 9                        | 55 | Carlos Sainz Jr. | Toro Rosso-Renault     | 1:35.371  | 1:34.641 | 1:34.462 | 9    |
| 10                       | 8  | Romain Grosjean  | Lotus-Mercedes         | 1:35.007  | 1:34.123 | 1:34.484 | 10   |
| 11                       | 11 | Sergio Pérez     | Force India-Mercedes   | 1:35.451  | 1:34.704 |          | 11   |
| 12                       | 12 | Felipe Nasr      | Sauber-Ferrari         | 1:35.310  | 1:34.737 |          | 12   |
| 13                       | 9  | Marcus Ericsson  | Sauber-Ferrari         | 1:35.438  | 1:35.034 |          | 13   |
| 14                       | 14 | Fernando Alonso  | McLaren-Honda          | 1:35.205  | 1:35.039 |          | 14   |
| 15                       | 33 | Max Verstappen   | Toro Rosso-Renault     | 1:35.611  | 1:35.103 |          | 15   |
| 16                       | 13 | Pastor Maldonado | Lotus-Mercedes         | 1:35.677  |          |          | 16   |
| 17                       | 26 | Daniil Kvyat     | Red Bull-Renault       | 1:35.800  |          |          | 17   |
| 18                       | 28 | Will Stevens     | Manor Marussia-Ferrari | 1:38.713  |          |          | 18   |
| 19                       | 98 | Roberto Merhi    | Manor Marussia-Ferrari | 1:39.722  |          |          | 19   |
| Tempo dos 107%: 1:40.502 |    |                  |                        |           |          |          |      |
| 20                       | 22 | Jenson Button    | McLaren-Honda          | Sem tempo |          |          | 20   |
| Fonte:                   |    |                  |                        |           |          |          |      |

### Corrida
| Pos.   | Nu. | Piloto           | Construtor             | Voltas | Tempo/Retirado | Grid | Pontos |
| ------ | --- | ---------------- | ---------------------- | ------ | -------------- | ---- | ------ |
| 1      | 44  | Lewis Hamilton   | Mercedes               | 57     | 1:35:05.809    | 1    | 25     |
| 2      | 7   | Kimi Räikkönen   | Ferrari                | 57     | +3.380         | 4    | 18     |
| 3      | 6   | Nico Rosberg     | Mercedes               | 57     | +6.033         | 3    | 15     |
| 4      | 77  | Valtteri Bottas  | Williams-Mercedes      | 57     | +42.957        | 5    | 12     |
| 5      | 5   | Sebastian Vettel | Ferrari                | 57     | +43.989        | 2    | 10     |
| 6      | 3   | Daniel Ricciardo | Red Bull-Renault       | 57     | +1:01.751      | 7    | 8      |
| 7      | 8   | Romain Grosjean  | Lotus-Mercedes         | 57     | +1:24.763      | 10   | 6      |
| 8      | 11  | Sergio Pérez     | Force India-Mercedes   | 56     | +1 volta       | 11   | 4      |
| 9      | 26  | Daniil Kvyat     | Red Bull-Renault       | 56     | +1 volta       | 17   | 2      |
| 10     | 19  | Felipe Massa     | Williams-Mercedes      | 55     | +1 volta1      | 6    | 1      |
| 11     | 14  | Fernando Alonso  | McLaren-Honda          | 56     | +1 volta       | 14   |        |
| 12     | 12  | Felipe Nasr      | Sauber-Ferrari         | 56     | +1 volta       | 12   |        |
| 13     | 27  | Nico Hülkenberg  | Force India-Mercedes   | 56     | +1 volta       | 8    |        |
| 14     | 9   | Marcus Ericsson  | Sauber-Ferrari         | 56     | +1 volta       | 13   |        |
| 15     | 13  | Pastor Maldonado | Lotus-Mercedes         | 56     | +1 volta2      | 16   |        |
| 16     | 28  | Will Stevens     | Manor Marussia-Ferrari | 55     | +2 voltas      | 18   |        |
| 17     | 98  | Roberto Merhi    | Manor Marussia-Ferrari | 54     | +3 voltas      | 19   |        |
| Ret    | 33  | Max Verstappen   | Toro Rosso-Renault     | 34     | -              | 15   |        |
| Ret    | 55  | Carlos Sainz Jr. | Toro Rosso-Renault     | 29     | -              | 9    |        |
| NL     | 22  | Jenson Button    | McLaren-Honda          | 0      | Não largou3    |      |        |
| Fonte: |     |                  |                        |        |                |      |        |

Notas
- ↑1  – Felipe Massa largou dos boxes, pois não conseguiu completar a volta de aquecimento, em razão de um problema elétrico em seu carro.
- ↑2  - Pastor Maldonado foi punido com acréscimo de cinco segundos por largar fora da posição.[5]
- ↑3  - Jenson Button foi autorizado a largar mesmo sem obter tempo na classificação.[6] Porém não conseguiu fazê-lo por problemas no carro.

## Tabela do campeonato após a corrida
Somente as cinco primeiras posições estão incluídas nas tabelas.
| Pos | Piloto           | Pontos | Var |
| --- | ---------------- | ------ | --- |
| 1   | Lewis Hamilton   | 93     | 0   |
| 2   | Nico Rosberg     | 66     | 1   |
| 3   | Sebastian Vettel | 65     | 1   |
| 4   | Kimi Räikkönen   | 42     | 1   |
| 5   | Felipe Massa     | 31     | 1   |

| Pos | Construtor        | Pontos | Var |
| --- | ----------------- | ------ | --- |
| 1   | Mercedes          | 159    | 0   |
| 2   | Ferrari           | 107    | 0   |
| 3   | Williams-Mercedes | 61     | 0   |
| 4   | Red Bull-Renault  | 23     | 1   |
| 5   | Sauber-Ferrari    | 19     | 1   |